# Андреев, Леонид Николаевич
Леони́д Никола́евич Андре́ев (9 [21] августа 1871, Орёл, Российская империя — 12 сентября 1919, Нейвола, Финляндия) — русский писатель и драматург. Представитель Серебряного века русской литературы. Один из пионеров цветной фотографии в России.
Андреев считается родоначальником русского экспрессионизма. Его творческий стиль своеобразен и представляет собой сочетание различных литературных направлений.

## Биография

### Детство
Родился в Орле в семье землемера-таксатора Николая Ивановича Андреева (1847—1889) и Анастасии Николаевны Андреевой (урожд. Пацковской) (1850—1920), дочери польского помещика. В семье было шестеро детей: Леонид (старший), Всеволод, Павел, Зинаида, Римма, Андрей.
Уже в детстве проявлял интерес к чтению. Учился в Орловской классической гимназии (1882—1891). Увлекался творчеством Шопенгауэра и Гартмана.

### Юность
Юношеская впечатлительность и развитое воображение несколько раз побуждали его на безрассудные поступки: в возрасте 17 лет решил испытать силу воли и лёг между рельсов перед приближающимся паровозом, но остался невредим.
Окончив гимназию, Андреев поступил на юридический факультет Петербургского университета; после смерти отца материальное положение его семьи ухудшилось, а сам Андреев начал злоупотреблять алкоголем. Одно время Андрееву приходилось даже голодать. В Петербурге пробовал писать свои первые рассказы, однако из редакции, как Андреев вспоминает в своих мемуарах, их вернули со смехом. Отчисленный за неуплату, он поступил на юридический факультет Московского университета. В Москве, по словам самого Андреева: «материально жилось лучше: помогали товарищи и комитет».
В 1894 году Андреев пытался покончить жизнь самоубийством после любовной неудачи, однако выжил, получив порок сердца; Андреев совершил церковное покаяние, так как православие считает суицид грехом. После этого случая Леонид Андреев опять был вынужден бедствовать: теперь ему необходимо было кормить мать, своих сестёр и братьев, перебравшихся в Москву. Перебивался случайными заработками, преподаванием и рисованием портретов на заказ. В политической деятельности не участвовал.
В 1897 году успешно сдал выпускные экзамены в университете, но адвокатской практикой почти не занимался, хотя и работал некоторое время помощником присяжного поверенного Московского судебного округа. В 1897 году начинает свою журналистскую деятельность в газетах «Московский вестник» и «Курьер». Свои фельетоны подписывал псевдонимом James Lynch. В 1898 году в «Курьере» был напечатан его первый рассказ «Баргамот и Гараська». По словам Андреева, рассказ был подражанием Диккенсу, однако молодого автора заметил Максим Горький, который и пригласил Андреева в книгоиздательное товарищество «Знание», объединяющее многих молодых писателей.

### Первая русская революция и довоенные годы
Настоящая слава пришла к Андрееву после издания в 1901 году его рассказа «Жили-были» в журнале «Жизнь».
В 1902 году Андреев женится на Александре Велигорской — внучатой племяннице Тараса Шевченко. За несколько дней до свадьбы Андреев подарил невесте первый сборник своих рассказов, написав в нём:

Пустынею и кабаком была моя жизнь, и был я одинок, и в самом себе не имел я друга. Были дни, светлые и пустые, как чужой праздник, и были ночи, тёмные, жуткие, и по ночам я думал о жизни и смерти, и боялся жизни и смерти, и не знал, чего больше хотел — жизни или смерти. Безгранично велик был мир, и я был один — больное тоскующее сердце, мутящийся ум и злая, бессильная воля. <…> И я сжимался от ужаса жизни, одинокий среди ночи и людей, и в самом себе не имея друга. Печальна была моя жизнь, и страшно мне было жить. Я всегда любил солнце, но свет его страшен для одиноких, как свет фонаря над бездною. Чем ярче фонарь, тем глубже пропасть, и ужасно было моё одиночество перед ярким солнцем. <…> Уже близка была моя смерть. И я знаю, знаю всем дрожащим от воспоминаний телом, что та рука, которая водит сейчас пером, была бы в могиле — если бы не пришла твоя любовь, которой я так долго ждал, о которой так много, много мечтал и так горько плакал в своём безысходном одиночестве…
— Андреев Вадим. Детство. — С. 156—159.
В том же году становится редактором «Курьера», вынужден был дать полиции подписку о невыезде из-за своей связи с революционно настроенным студенчеством. Благодаря помощи Максима Горького большим тиражом был выпущен первый том сочинений Андреева. В эти годы обозначилась направленность творчества и его литературная манера. С 31 января 1903 года состоял действительным членом Общества любителей российской словесности.
В 1905 году писатель приветствовал Первую русскую революцию; укрывал у себя дома скрывавшихся членов РСДРП. 9 февраля к нему на квартиру прибыл для принятия участия в состоявшемся съезде районных представителей член Центрального Комитета РСДРП Ф. И. Щеколдин, где был арестован вместе с Андреевым. 10 февраля Андреев был посажен в Таганскую тюрьму за то, что накануне на его квартире прошло тайное собрание ЦК (25 февраля выпущен под залог, внесённый Саввой Морозовым). В этом же году написал рассказ «Губернатор», ставший откликом на убийство 17 февраля эсером И. Каляевым московского генерал-губернатора великого князя Сергея Александровича.
В 1906 году писатель вынужден уехать в Германию, где у него рождается второй сын, Даниил, который впоследствии станет писателем (его перу принадлежит трактат «Роза Мира»). В декабре того же года от послеродовой горячки умирает его жена (похоронена в Москве на кладбище Новодевичьего монастыря).
Андреев уезжает на Капри (Италия), где живёт у Горького (с декабря 1906 до весны 1907 года). После начала реакции в 1907 году Андреев разочаровывается в самой революции. Он отходит от революционно настроенного писательского окружения Горького.
В 1908 году Андреев женится на Анне Ильиничне Денисевич (Карницкой) и переезжает в собственный дом в Ваммельсу, который местные жители, финны, прозвали «Замком дьявола» (по-фински — «Пирулинна»). В этом доме, который сам писатель называл в шутку «Вилла Аванс» из-за того, что дом строился и достраивался на издательские авансы, Леонид Андреев пишет свои первые драматические произведения.
С 1909 года активно сотрудничает с модернистскими альманахами издательства «Шиповник».
Из заметки в «Московской газете», 1912 год: «Леонид Андреев отправляется на днях в путешествие по Африке. Путешествие продолжится около двух месяцев. Талантливый писатель чувствует себя здоровым и бодрым и занят теперь изучением разных путеводителей и книг об Африке».
В годы Первой мировой войны стал ведущим сотрудником журнала «Отечество» издателя Зиновия Гржебина.

### Первая мировая война, революции 1917 года, смерть писателя
Начало Первой мировой войны Леонид Андреев встретил с воодушевлением:

Победить Германию необходимо — это вопрос жизни и смерти не только для России — величайшего славянского государства, все возможности которого впереди, но и для европейских государств. <…> Разгром Германии будет разгромом Всеевропейской реакции и началом нового цикла европейских революций.
— Интервью газете «Нью-Йорк Таймс», сентябрь 1914 года
Во время войны Андреев публикует драму о военных событиях в Бельгии («Король, закон и свобода»). В 1914 году драма была экранизирована Акционерным обществом А. Ханжонкова. Впрочем, произведения писателя в то время посвящены, в основном, не войне, а мещанскому быту, теме «маленького человека».
После Февральской революции 1917 года входил в редакционный Совет реакционной газеты «Русская воля».
Октябрьскую революцию не принял. После отделения Финляндии от России оказался в эмиграции. Последние сочинения писателя проникнуты пессимизмом и ненавистью к большевистской власти («Дневник сатаны», «S. O. S.»).

Все мои несчастья сводятся к одному: нет дома. Был прежде маленький дом, дача в Финляндии, и большой дом: Россия с её могучей опорой, силами и простором. Был и самый просторный дом — искусство-творчество, куда уходила душа. И всё пропало. Вместо маленького дома — холодная, промёрзлая, оборванная дача с выбитыми стёклами, а кругом — чужая и враждебная Финляндия. Нет России…
— Письмо Н. К. Рериху (Мустамяки, 4 сентября 1919 года).
12 сентября 1919 года в 18 часов Леонид Андреев скоропостижно скончался от паралича сердца (инфаркта миокарда) в местечке Мустамяки, на даче у своего друга — врача и литератора Ф. Н. Фальковского. «Сильное, чуткое сердце, устав, разорвалось в куски», — написал Саша Чёрный. Андреев был похоронен в Мариоках, рядом с могилой Марии Крестовской, дочери В. Крестовского. В 1956 году его прах был перезахоронен в Ленинграде на Литераторских мостках на Волковом кладбище.
С 1956 года его избранные произведения часто переиздавались в СССР. В 1991 году в Орле, на родине писателя, открылся Дом-музей Леонида Андреева. С 2015 года функционирует веб-сайт дома-музея.
Был активным членом Териокского яхт-клуба, владел несколькими катерами.

## Творчество, основные идеи
Первые произведения Леонида Андреева, во многом под воздействием бедственных условий, в которых тогда находился писатель, проникнуты критическим анализом современного мира («Баргамот и Гараська», «Город»). Однако ещё в раннем периоде творчества писателя проявились его основные мотивы: крайний скептицизм, неверие в человеческий
разум («Стена», «Жизнь Василия Фивейского»), возникает увлечение спиритуализмом и религией («Иуда Искариот»). Рассказы «Губернатор», «Иван Иванович» и пьеса «К звёздам» отражают симпатию писателя к революции. Тем не менее после начала реакции 1907 года Леонид Андреев отказался от всяких революционных взглядов, полагая, что бунт масс может привести лишь к большим жертвам и большим страданиям (см. «Рассказ о семи повешенных»).

«Рассказ о семи повешенных», написанный накануне окончательного переезда в Ваммельсуу и первый раз прочитанный на публике в апреле 1908 года, является иллюстрацией данного тезиса. Многоакцентное восприятие последних дней жизни семи заключённых, приговоренных к смертной казни и связанных темой преступления совершённого или задуманного (можно вспомнить заключение автора в Таганской тюрьме и скрытое участие в восстании русского гарнизона в Гельсингфорсе); абсолютно равноценные кругозоры героев, эволюция внешняя и внутренняя каждого из них — всё это в итоге складывается в единство полифонического рассказа… В рассказе есть несколько деталей, тесно связанных с Финляндией. Это железная дорога, которая раньше вела Сергея Головина на дачу, а теперь — на виселицу. И, главное, запах моря, точно указывающий на местоположение героев. Свобода и Финляндия в понимании поколения Л. Андреева во многом синонимичны (до событий 1917 года), и смерть неудавшихся революционеров именно на границе с Великим княжеством представляется неслучайной.
— Востров А. Граничный эффект или жизнь за границей?: Диалог «своего» и «чужого» в финский период жизни Леонида Андреева // Вопросы литературы. — 2018. — № 2. — С. 167—168.
В своём рассказе «Красный смех» Андреев нарисовал картину ужасов современной войны (реакция на Русско-японскую войну). Недовольство его героев окружающим миром и порядками неизменно выливается в пассивность или анархический бунт. Предсмертные сочинения писателя проникнуты депрессией, идеей о торжестве иррациональных сил. В частности, в неоконченном романе «Дневник Сатаны» Андреев проводит идею, что современный человек стал злее и хитрее самого дьявола. Пришествие Сатаны состоялось, но он постепенно «вочеловечивается» — деяния его подчиняются страстной и обманутой любви к Марии. Напротив, поступки её отца Магнуса автор показывает сверхсатанинскими — продуманными и бесчеловечными, являя пропасть между человеком и его поступками.
Несмотря на патетический настрой произведений, литературный язык Андреева, напористый и экспрессивный, с подчёркнутым символизмом, встречал широкий отклик в художественной и интеллигентской среде дореволюционной России. Положительные отзывы об Андрееве оставили Максим Горький, Рерих, Репин, Блок, Чехов и многие другие. Произведения Андреева отличает резкость контрастов, неожиданные повороты сюжета, в сочетании со схематической простотой слога. Леонид Андреев признан ярким писателем Серебряного века русской литературы.

## Произведения

### Рассказы
- 1892 — В холоде и золоте
- 1898 — Баргамот и Гараська
- 1898 — Из жизни штабс-капитана Каблукова
- 1898 — Защита
- 1898 — Что видела галка
- 1898 — Алёша-дурачок
- 1899 — Ангелочек
- 1899 — Друг
- 1899 — Большой шлем
- 1899 — У окна
- 1899 — Петька на даче
- 1899 — В Сабурове
- 1899 — Молодёжь
- 1899 — Памятник
- 1900 — Молчание
- 1900 — Рассказ о Сергее Петровиче
- 1900 — В тёмную даль
- 1900 — Мельком
- 1900 — Валя
- 1900 — На реке
- 1900 — Первый гонорар
- 1900 — Праздник
- 1900 — Прекрасна жизнь для воскресших
- 1901 — Ложь
- 1901 — Жили-были
- 1901 — Бездна
- 1901 — Буяниха
- 1901 — Кусака
- 1901 — Случай
- 1901 — Стена
- 1901 — Иностранец
- 1901 — В подвале
- 1901 — В поезде
- 1901 — Гостинец
- 1901 — Книга
- 1901 — Набат
- 1901 — Смех
- 1902 — В тумане
- 1902 — Город
- 1902 — Предстояла кража
- 1902 — Мысль
- 1902 — Весной
- 1902 — Оригинальный человек
- 1903 — Весенние обещания
- 1903 — На станции
- 1904 — Вор
- 1904 — Нет прощения
- 1904 — Призраки
- 1905 — Губернатор
- 1905 — Христиане
- 1905 — Марсельеза
- 1905 — Бен-Товит
- 1905 — Так было
- 1906 — Елеазар
- 1907 — Из рассказа, который никогда не будет окончен
- 1907 — Тьма
- 1908 — Иван Иванович
- 1908 — Великан
- 1908 — Проклятие зверя
- 1908 — Мои записки
- 1909 — Сын человеческий
- 1910 — Рассказ змеи о том, как у неё появились ядовитые зубы
- 1910 — День гнева
- 1910 — Неосторожность
- 1911 — Правила добра
- 1911 — Ипатов
- 1911 — Покой
- 1911 — Смерть Гулливера
- 1911 — Цветок под ногою
- 1913 — Земля
- 1913 — Он (Рассказ неизвестного)
- 1913 — Полёт
- 1913 — Возврат
- 1913 — Негодяй
- 1913 — Орешек
- 1913 — Фальшивый рубль и добрый дядя
- 1913 — Храбрый волк
- 1914 — Герман и Марта
- 1914 — Воскресение всех мёртвых
- 1914 — Конец Джона-Проповедника
- 1914 — Три ночи (Сон)
- 1914 — Чёрт на свадьбе
- 1915 — Ослы
- 1915 — Мои анекдоты
- 1915 — Рогоносцы
- 1916 — Два письма
- 1916 — Жертва
- 1916 — Чемоданов
- 1916 — Таракашка

### Пьесы
- 1906 — «К звёздам», драма в четырёх действиях
- 1907 — «Жизнь человека», представление в пяти картинах, с прологом
- 1907 — Савва
- 1908 — «Царь Голод», представление в пяти картинах, с прологом
- 1908 — «Чёрные маски», представление в двух действиях и пяти картинах
- 1909 — «Анатэма», трагедия в пяти действиях, с прологом и эпилогом
- 1909 — «Дни нашей жизни», пьеса в четырёх действиях
- 1910 — Анфиса
- 1910 — «Gaudeamus», комедия в четырёх действиях
- 1911 — «Океан», трагедия в семи картинах
- 1912 — «Екатерина Ивановна», драма в четырёх действиях
- 1912 — Профессор Сторицын
- 1913 — «Прекрасные сабинянки», историческое происшествие в четырёх частях
- 1913 — «Не убий», драма в пяти действиях
- 1914 — Король, закон и свобода
- 1914 — «Мысль», современная трагедия в трёх действиях и шести картинах
- 1914 — «Самсон в оковах», драма в пяти действиях
- 1915 — Тот, кто получает пощёчины
- 1915 — Реквием
- 1917 — «Милые призраки», драма в четырёх действиях
- 1922 — Собачий вальс
- 1924 — «Конь в сенате», водевиль в одном действии из римской истории

### Повести и романы
- 1903 — Жизнь Василия Фивейского
- 1904 — Красный смех
- 1907 — Иуда Искариот
- 1908 — Мои записки
- 1908 — Рассказ о семи повешенных
- 1911 — Сашка Жегулёв
- 1916 — Иго войны
- 1919 — Дневник Сатаны

## Семья
- 1-й брак — Александра Михайловна Велигорская (1881—1906)
  - Вадим Леонидович (1902—1976) — поэт, общественный деятель.
  - Даниил Леонидович (1906—1959) — поэт, прозаик, философ-мистик.
- 2-й брак — Анна Ильинична Денисевич (1885, Севастополь—1948, США[25]), в первом своем браке — Карницкая (Корницкая). Нина Константиновна Карницкая (1906—1987, Париж) — дочь Анны Ильиничны от первого брака. В 1920 году Анна Ильинична Андреева с детьми уехала в эмиграцию. Жила в Германии, Италии, Чехословакии. Занималась изданиями произведений Л. Н. Андреева в переводах на европейские языки, постановкой его пьес.
  - Савва Леонидович (1909—1970, Буэнос-Айрес) — художник, артист балета. С 1941 года жил в Аргентине[26].
  - Вера Леонидовна (1910—1986, Москва) — прозаик, мемуарист. Автор воспоминаний «Дом над Чёрной речкой» (о Леониде Андрееве, о семье) и «Эхо прошедшего» (об эмиграции). Муж — Георгий Семенович Рыжков. В 1960 году Вера Леонидовна, её супруг и трое их детей: Наталья, Андрей и Ирина вернулись в СССР[27], жили сначала в Орле, а затем — в Москве. В. Л. Андреева-Рыжкова похоронена на кладбище в Переделкино.
  - Валентин Леонидович (1912—1988, Ницца) — художник, хореограф, литератор, переводчик. Был хранителем архива Л.Андреева, который хранится в Русском архиве города Лидса в Великобритании. В 1960-е годы написал портрет отца для Дома-музея Л. Н. Андреева в Орле и передал значительную часть архива отца в ЦГАЛИ[28]. Похоронен на кладбище Сент-Женевьев-де-Буа[29] вместе с женой — Марией Павловной, урожд. Дашкевич (1910—1982). Их сыновья: Михаил Андреев, архитектор; Евгений Андреев, архитектор-дизайнер[30] живут во Франции.

## Адрес в Орле
- 1871—1891 — родовой дом семьи Андреевых — 2-я Пушкарная ул., 41[23]

## Адреса в Санкт-Петербурге — Петрограде
- 1907—1908 — доходный дом К. Х. Гельдаля, Каменноостровский проспект, 13.
- после 1907 — загородная дача «Белая ночь» (вилла «Аванс») в деревне Ваммелсу, на берегу Ваммельйоки (Чёрной речки). Построена по проекту архитектора Андрея Оля по собственным эскизам писателя, в 1924 году была продана на снос вместе с участком земли[31].
- 1914—1917 — доходный дом К. И. Розенштейна, Большой проспект Петроградской стороны, 75.
- 1917 — Дом Адамини, наб. реки Мойки, 1.
- до 1918 — дом в посёлке Вохнала.

## Экранизации и инсценировки произведений
- 1912 — «Анфиса» (Андреев был также автором сценария фильма)
- 1914 — «Дни нашей жизни», режиссёр — В. Гардин)
- 1915 — «Екатерина Ивановна»
- 1916 — «Мысль»
- 1916 — «Тот, кто получает пощёчины» (Российская империя), режиссёры: А. Иванов-Гай, И. Шмидт; инсценировка В. П. Касьянова.
- 1919 — «Савва», режиссёр — Чеслав Сабинский (фильм не сохранился)
- 1920 — «Рассказ о семи повешенных» (фильм не сохранился)
- 1921 — «Царь Голод», сценарист и режиссёр — А. Иванов-Гай
- 1924 — «Тот, кто получает пощёчины» (He Who Gets Slapped) (США), режиссёр — Виктор Шёстром
- 1928 — «Белый орёл» (по повести «Губернатор»)
- 1968 — «Баллада о семи повешенных»
- 1987 — «Христиане»
- 1988 — «Как стать человеком?» (по рассказу «Правила добра», 1911), анимационный, режиссёр — В. Петкевич[32]
- 1988 — «Любовь к ближнему» (по рассказам «Монумент» и «Любовь к ближнему»)
- 1988 — «В одной знакомой улице…» (по рассказу «Иван Иванович»)
- 1989 — «Зверь ликующий» (короткометражный, по мотивам рассказа «Бездна»)
- 1990 — «Очищение»
- 1991 — «Пустыня» (по рассказам «Иуда Искариот» и «Елеазар») (СССР)
- 1991 — «Губернаторъ», режиссёр — Владимир Макеранец
- 1992 — «Тьма»
- 1992 — «Ночь грешников» (по рассказу «Тьма») (тж. под названием «Высшая истина бомбиста Алексея»)
- 1995 — «Бездна»
- 1997 — «Ах, зачем эта ночь…» (Россия, США), режиссёр — Борис Бланк. По мотивам произведений Леонида Андреева
- 2008 — «Ангелочек», анимационный (по одноимённому рассказу, 1899); Россия, режиссёр — З. Бидеева[32]
- 2009 — «Бездна» (Россия, короткометражный)
- 2013 — «Иуда» (Россия, полнометражный, по повести «Иуда Искариот»)
- 2016 — «Губернатор» (по одноимённому рассказу, Россия, спектакль Андрея Могучего в БДТ)[33]
- 2017 — «Чёрный квадрат» (по произведениям Леонида Андреева, Приднестровский государственный театр драмы и комедии инсценеровка и постановка Дмитрия Ахмадиева)
- 2020 — «Ложь» (по одноимённому рассказу, совместный проект Международного центра культурных программ города Санкт-Петербурга (Россия) и Приднестровского государственного театра драмы и комедии (город Тирасполь); режиссёр Дмитрий Ахмадиев)

## Память
- В Орле: имя Леонида Андреева носит улица; 21 августа 1991 года, в день 120-летнего юбилея писателя, в доме № 41 по 2-й Пушкарной улице открылся музей писателя; филиал № 5 централизованной библиотечной системы города Орла носит имя Леонида Андреева[34]; установлен памятник Леониду Андрееву.
- Имя Леонида Андреева носит улица в Калининграде.
- В 2014 году в Москве был учреждён Московский Театр им. Леонида Андреева.
- Мемориальная доска на доме в Петербурге, где жил Леонид Андреев в 1907—1908 годах, установлена в 2003 году (Каменноостровский пр., 13 / Дивенская ул., 2)
- В Курортном районе Санкт-Петербурга в поселке Серово (бывшая деревня Ваммелсу) установлен памятный знак Леониду Андрееву (Рощинское ш., 5)
- В 2024 году вышел сборник рассказов Леонида Андреева включающий в себя «Кусака», «Тьма», «Нет прощения» и ещё 4 рассказа, которые были озвучены русскими хип-хоп исполнителями Loqiemean, Куоком, Lizer и другими.

### Издания
- Андреев Л. Н. Рассказы. [Большой шлем; Ангелочек; Молчание; Валя; Рассказ о Сергее Петровиче; На реке; Ложь; У окна; Жили-были; В темную даль.] — Санкт-Петербург: Знание, 1901. — 204 c. (2-е изд.; 3-е изд.; 4-е изд.; 5-е изд. в 1902 г.)
- Андреев Л. Н. Под впечатлением Художественного театра / Джемс Линч [псевд.] и Сергей Глаголь (С. Сергеевич) [псевд.]. — М.: Типо-лит. т-ва И. Н. Кушнерев и К°, ценз. 1902. — 118 с.
- Андреев Л. Н. Новые рассказы. — Санкт-Петербург: Знание, 1902. — 71 с.
- Андреев Л. Н. Петька на даче: Рассказ Л. Андреева. — Ростов-на-Дону: Дон. речь, 1903. — 16 с.: ил.
- Андреев Л. Н. Рассказы. В 2 т. — СПб.: Знание, 1906.
- Андреев Л. Н. Проклятие зверя: Рассказ. — Berlin: J. Ladyschnikow, 1907. — 46 с.
- Андреев Л. Н. Тьма: Рассказ. — Berlin: J. Ladyschnikow, 1907. — 65 с.
- Андреев Л. Н. Рассказы и пьесы. — Санкт-Петербург: Знание, 1907. — 306 с.
- Андреев Л. Н. Мои записки: Рассказ. — Москва: Утро, 1908. — 32 с.; (Новости литературы; № 2)
- Андреев Л. Н. Рассказ о семи повешенных. — Москва: Надежда, 1909. — 96 с.
- Андреев Л. Н. Рассказ о семи повешенных. — Санкт-Петербург: Ясная Поляна, 1909. — 48 с.
- Андреев Л. Н. Рассказ о семи повешенных. — Berlin: J. Ladyschnikow, 1909 (тип. М. Шмерзова, Кирхгайн Н.-Л.). — 92 с.
- Андреев Л. Н. Сын человеческий: Рассказ. — Berlin: J. Ladyschnikow, 1909. — 48 с.
- Андреев Л. Н. В тумане: Рассказ. — Санкт-Петербург: Освобождение, 1909. — 64 с.: портр.
- Андреев Л. Н. Собрание сочинений: т.т. 1-7. — Санкт-Петербург: Шиповник, 1909.
- Андреев Л. Н. Губернатор: Повесть. — Санкт-Петербург: Освобождение, 1909. — 104 с.: портр.; (Современная русская литература; № 9-10)
- Андреев Л. Н. Губернатор: Рассказ. — Москва: тип. «Рус. труд», 1910. — 58 с.
- Андреев Л. Н. Чёрные маски. — Санкт-Петербург: Просвещение, 1910. — 107 с.
- Андреев Л. Н. Анатэма: Трагедия. — Санкт-Петербург: Просвещение, 1910. — 180 с.
- Андреев Л. Н. Анфиса: Драма. — Санкт-Петербург: Просвещение, 1910. — 172 с.
- Андреев Л. Н. Gaudeamus : Комедия в 4 д. — Berlin [и т. д.]: Bong & Со, 1910. — 183 с.
- Андреев Л. Н. Океан: Трагедия. — Berlin [и др.]: Bong & C°, 1911. — 156 с.
- Андреев Л. Н. Океан: Трагедия. — Санкт-Петербург: Просвещение, 1912. — 156 с.
- Андреев Л. Н. Сашка Жегулев: Роман в 2 частях. — Berlin [и др.]: Bong & C°, 1912. — 316 с.
- Андреев Л. Н. Рассказ о семи повешенных. — Санкт-Петербург: электропеч. К. А. Четверикова, 1912. — 48 с.
- Андреев Л. Н. Рассказ о семи повешенных. — Москва: А. С. Балашов, 1912. — 48 с.
- Андреев Л. Н. Рассказ о семи повешенных. — Санкт-Петербург : тип. П. А. Синченко, 1913. — 96 с.
- Андреев Л. Н. Полное собрание сочинений. С портретом автора. тт. I—VIII. — СПб., изд. А. Ф. Маркса, 1913. Приложение к журналу «Нива» на 1913 г.
- Андреев Л. Н. Собрание сочинений в 17 т. — СПб.: Просвещение, 1911—1917.
- Андреев Л. Н. Первая ступень: Ст. Леонида Андреева. — Одесса: Попул. б-ка, 1914. — 14 с.: портр.
- Андреев Л. Н. Нет смерти для того, кто любит родину. — Петроград: тип. П. А. Федотова, 1914. — 9-16 с.: портр.
- Андреев Л. Н. Рассказ о семи повешенных. — [2-е изд.]. — Москва : Универсальная б-ка, 1916. — 104 с.; (Универсальная библиотека; № 590).
- Андреев Л. Н. Гибель. — Петроград: [Скл. изд. «Книжный поставщик», 1917. — 16 с.; (Библиотека «Солнце свободы» № 1.)
- Андреев Л. Н. Полёт: Рассказы. — [2-е изд.]. — Москва: кн-во писателей в Москве, 1917. — 215 с.
- Андреев Л. Н. Чорт на свадьбе;… Чорт на свадьбе. — Москва: Новая жизнь, 1922. — 13 с.
- Андреев Л. Н. Смерть Сенисты;… Смерть Сенисты: Рассказы. — Харьков: Молодой рабочий, 1923. — портр.; (Библиотека молодого рабочего)
- Андреев Л. Н. Петька на даче;… Петька на даче. — Харьков: Пролетарий. Юношеский сектор, 1926. — 32 с.; (Библиотека молодого рабочего)
- Андреев Л. Н. Повести и рассказы. — М.: ГИХЛ, 1956 (другие издания 1957, 1959).
- Леонид Андреев. Повести и рассказы в двух томах. — М.: ИХЛ, 1971. (Т. 1: 1898—1906; Т. 2: 1907—1919).
- Андреев Л. Н.Перед задачами времени: Полит. статьи 1917—1919 г. Сост. и подгот. текста Ричарда Дэвиса. — Benson (Vt.): Chalidze publ., 1985. — 204 с.
- Андреев Л. Н. Драматические произведения в 2 т. — Л.: Искусство, 1989. (Т. 1.: К звёздам, Савва, Жизнь человека, Царь Голод, Анатэма, Океан; Т. 2.: Дни нашей жизни, Екатерина Ивановна, Каинова печать, Мысль, Самсон в оковах, Собачий вальс, Тот, кто получает пощёчины, Реквием).
- Андреев Л. Н. Собрание сочинений в 6 т. — М.: Художественная литература, 1990—1996.
- Андреев Л. Н. S. O. S.: Дневник (1914—1919). Письма (1917—1919). Ст. и интервью (1919). Воспоминания современников (1918—1919). — М.—СПб.: Феникс, 1994. — 598 с. — ISBN 5-85042-042-8.
- Андреев Л. Н. Статьи о литературе и искусстве // Собрание сочинений: В 6 т. — М.: Художественная литература, 1996. — Т. 6 / Сост. и подгот. текста В. А. Александровой и В. Н. Чувакова, коммент. Ю. Н. Чирвы и В. Н. Чувакова. — С. 389—714.
- Андреев Л. Н. Полное собрание сочинений и писем: в двадцати трех томах [Тексты подгот., коммент. сост.: В. Н. Быстров и др.]; Российская акад. наук, Ин-т мировой лит. им. А. М. Горького, Лидсский ун-т (Великобритания) [и др.]. — М.: Наука, 2007 — наст. вр. — ISBN 978-5-02-036248-2.
- Андреев Л. Н. Иуда Искариот и другие / Ил. А. Зыкиной. — СПб.: Вита Нова, 2009. — 592 с. — ISBN 978-5-93898-216-1.
- Андреев Л. Н. Москва. Мелочи жизни. / Леонид Андреев (Д. Линч). — Иваново: ПресСто, 2011. — 112 с. — ISBN 978-5-903595-82-2.
- Андреев Л. Н. Собрание сочинений: в 6 т. — М.: Книжный клуб «Книговек», 2012. — ISBN 978-5-4224-0416-2.
- Андреев Л. Н. Полное собрание романов, повестей и рассказов в одном томе. — М.: Альфа-книга, 2017. — 1243 с. — (Полное собрание в одном томе). — ISBN 978-5-9922-2560-0.
- Андреев Л. Н. Малое собрание сочинений. — СПб.: Азбука; Азбука-Аттикус, 2020. — 603, [2] с.— ISBN 978-5-389-14559-7.

### Переводы произведений
- Andréiev L. Relato sobre los siete ahorcados y otros cuentos. | «Рассказ о семи повешенных» и другие рассказы [пер. на исп. А. Гонсалеса]. — Сантьяго: LOM Ediciones, 2016. — 182 с. — ISBN 978-956-00-0779-7[35]
- Andréiev L. En la niebla y otros relatos. | «В тумане» и другие рассказы [пер. на исп. А. Гонсалеса] — LOM Ediciones, Сантьяго: 2017. — 200 с. — ISBN 9789560009296[36]